# Sarikei
Sarikei – miasto w Malezji w stanie Sarawak. W 2000 roku liczyło 25 053 mieszkańców.